# 拉布蘭跳棋
拉布蘭跳棋（Dablot prejjesne）原文為在棋盤上玩弄惡魔，是流行於瑞典拉布蘭地區的兩人跳王棋類遊戲，行子是西洋跳棋，吃子卻有等級之分類似鬥獸棋，勝利方式偏於象棋遊戲。

## 棋具
- 棋盤為七橫六豎的橫縱線交叉，另有東南-西北向、西南-東北向的斜線各十條，組成共七十二個棋點。

- 各以兩色棋子區分敵我。每方各有三十枚，棋子分為三種。
  - 國王各一枚。
  - 王子各一枚。
  - 農夫各二十八枚。

## 棋規
- 棋子皆放在棋點上。每方的農夫放在最近的四條橫列上，國王放在第五橫列的最右點，王子放在第六橫列的最右點。

- 任何棋子皆須需棋盤上的斜縱橫線移動。

- 每回合玩家可能有二種行動，以跳吃為優先：
  - 跳吃。己棋跳過一枚鄰點的敵棋落到同方向的緊連空點，然後把被跳過的敵棋移出棋盤，必須連跳吃，必須選擇吃最多子的路徑。其中農夫不可跳吃王子、國王；王子不能跳吃國王；國王可跳吃任何棋種。
  - 當無法跳吃時，移動一己子到鄰邊的空棋點。

- 消滅對手的王子與國王者獲勝。[3]

## 外部連結
- 遊戲介紹 （页面存档备份，存于）
- 遊戲下載